# 102. ruská vojenská základna

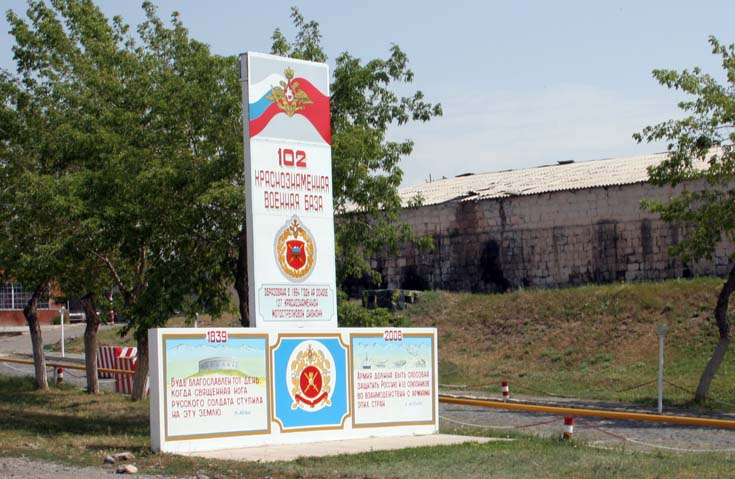
Výzdoba u příjezdu do základny

102. ruská vojenská základna (arménsky Ռուսական 102-րդ ռազմական կայան – Ṙowsakan 102-rd ṙazmakan kayan, rusky 102-я Российская военная база – 102-ja Rossijskaja vojennaja baza) je ruská vojenská základna ve městě Gjumri v arménské provincii Širak. Byla zřízena v roce 1995. V rámci organizace ruské armády spadá do Jižního vojenského okruhu a její posádka čítá oficiálně 3000 vojáků.

## Incidenty
V roce 1999 dva opilí vojáci – Denis Popov a Alexandr Kameněv – ozbrojeni AK-74 odešli do města a zahájili střelbu. Zabili dva muže, dalších 14 zranili. Oba byli souzeni v Arménii, Popov byl odsouzen ke čtrnácti letům a Kameněv dostal trest 15 let. Není jasné, zdali odpykali celý trest v Arménii, neboť o vyšetřování a trestu je jen málo dostupných informací. V rozhovoru otištěném 16. ledna 2015 advokátka Popova Tamara Jailojan prohlásila, že její klient byl „po dvou třech letech“ předán do Ruska „a jak jsme později zjistili, byl propuštěn“.
Dvě děti byly v roce 2013 ve výcvikovém prostoru zabity minou. Prostor nebyl oplocen ani opatřen varovnými nápisy. Nikdo nebyl potrestán a oficiální stížnosti místních zůstaly bez odezvy.
Při masakru v Gjumri zemřelo v lednu 2015 sedm členů jedné arménské rodiny včetně nemluvněte. Původcem hromadné vraždy byl ruský zběh Valerij Permjakov. Po dvou letech byl, i přes protesty místních, vydán do Ruska.
V roce 2017 byl zabit ruský dobrovolník Dmitrij Jalpajev, podřezal jej místní, duševně chorý člověk. Na konci toho roku byla zavražděna sedmapadesátiletá žena, podezřelý z vraždy, voják 102. základny, byl později zadržen.
Třiadvacetiletý ruský voják, sloužící na základně, byl 11. září 2019 nalezen v Gjumri mrtev, zjevně byl ubodán.